# Luksorski hram
Luksorski hram je veliki staroegipatski kompleks hramova smješten na istočnoj obali rijeke Nil u gradu danas poznatom kao Luksor (drevna Teba).
Poznat na egipatskom kao ipet resyt ili "južni harem", hram je bio posvećen Tebanskoj trijadi Amona, Mut i Konsa, a sagrađen je u doba Novog kraljevstva, oko 1400. pr. Kr. U njemu se održavao godišnji Festival Opet, prilikom koga se kultna statua paradirala niz Nil do obližnjeg Amonovog hrama u Karnaku (ipet-isut) kako bi ostala sa svojom suprugom Mut. Tako su Egipćani slavili plodnost i po tome je hram dobio svoje egipatsko ime.
Najstariji dijelovi hrama je kapela barke, odmah iza prvog pilona, koju su podigli Hatšepsut i Tutmozis III. Glavni dio hrama, kolonadu i sunčevo dvorište dao je izgraditi Amenhotep III., a kasnije ih je proširio Ramzes II., koji je dao izgraditi i ulazne pilone i dva obeliska ispred njih. Jedan od njih je odnešen u Francusku i danas se nalazi u središtu pariškog trga Place de la Concorde. Na stražnjoj strani hrama nalaze se kapele koje su podigli Amenhotep III. i Aleksandar Veliki. Tijekom Rimskog Carstva, hram i njegova okolica su služili kao legionarska utvrda i mjesto uprave cijelog ovog područja, a kasnije i kršćanski samostan. O tome svjedoče rimsko svetište i kršćanske freske na nekim zidovima.

## U popularnoj kulturi
Hram je mjesto radnje u:
- Špijun koji me volio, filmu o Jamesu Bondu iz 1977.
- Smrt na Nilu, filmskoj ekranizaciji romana Agathe Christie iz 1978.

- Aleja sfingi ispred ulaza u hram
- Unutrašnjost velikog dvorišta
- Kolonada iznutra
- Kip u hramu
- Unutrašnjost hrama noću
- Kršćanske freske na zidu hrama

## Vanjske poveznice
- Johnson, N. B.: Temple Architecture as Construction of Consciousness...  Arhivirana inačica izvorne stranice od 5. ožujka 2009. (Wayback Machine), Arch. & Comport. / Arch. Behav., Vol. 4, no. 3, pp. 229–249 (1988), p. 233f. (engl.)
- Luksorski hram u Tebi
- Fotografije Luksorskog hrama
- Arhivirana inačica izvorne stranice od 16. svibnja 2011. (Wayback Machine) "Rođenje Krista" u Luksorskom hramu

### Ostali projekti
|  | Zajednički poslužitelj ima još gradiva o temi Luksorski hram |